# Phineas Gage
Phineas P. Gage (1823 - 21 maig, 1861) va ser un obrer de ferrocarrils, que a causa d'un accident va patir danys severs en el cervell, específicament en part del lòbul frontal. Gage va sofrir canvis notoris en la seva personalitat i temperament, que es va considerar com a evidència que els lòbuls frontals eren els encarregats de processos relacionats amb les emocions, la personalitat i les funcions executives en general.

## La història de Phineas Gage
El 13 de setembre de 1848 Phineas Gage estava treballant als afores de Cavendish, Vermont, en la construcció d'una línia de ferrocarril. El seu lloc era de capatàs i en general era un home eficient i capaç. Una de les seves funcions era posar càrregues explosives en forats dins la roca. Per a això omplia el forat de pólvora, posava un detonador, i finalment el tapava amb sorra i aixafava la sorra amb una barra pesada de metall. Un dia, Phineas es va oblidar d'abocar la sorra abans de fer-hi pressió amb la barra, de manera que, quan va fer força amb la barra, va saltar una espurna que va fer explotar la pólvora. Aquesta explosió, al seu torn, va provocar que la barra de metall sortís disparada, travessés el crani de Gage i aterrés a gairebé 30 metres de distància.
La barra, que feia un metre de llarg, més de 3 cm de diàmetre i pesava 6 quilos, li va entrar al crani per la galta esquerra i va sortir per la part superior després de travessar el còrtex cerebral anterior. Sorprenentment, Gage no sols no va morir en l'accident, sinó que va romandre conscient en tot moment. La crònica de l'època relata fins i tot que va parlar al cap de pocs minuts. Després de l'accident, el van portar en una carreta diversos quilòmetres fins a la consulta del doctor Harlow, un dels metges del poble, que seria qui deixaria constància de la seva evolució. Sobreviure a una explosió, a una ferida com aquesta amb la medicina rudimentària de l'època i seguir sent capaç de caminar i parlar racionalment ja és prou sorprenent; com també que dos mesos més tard el doctor Harlow considerés que Gage estava del tot recuperat i li donés l'alta.

## El nou Phineas Gage
Podem saber el que va passar a partir del que va relatar el doctor Harlow 20 anys després. Com ja hem dit, la recuperació física de Gage va ser completa, però en paraules del mateix Harlow, "l'equilibri o balanç entre la seva facultat intel·lectual i els seus instints animals s'havia destruït": Després de superar l'accident, Gage es va tornar irregular, irreverent, blasfem i impacient. De vegades era obstinat quan li portaven la contra; però, d'altra banda, tot i que contínuament estava pensant en plans futurs, "els abandonava molt abans d'acabar-los" i perquè sempre hi trobava "alguna cosa que no li convenia". Tot això malgrat que prèviament a l'accident era un home responsable. El seu matrimoni va acabar, ja que la seva esposa considerava que ja no era el mateix d'abans i era molt més agressiu.
Sabem que des del seu accident Phineas va perdre el treball al ferrocarril i mai més va ser capaç de mantenir-ne un per gaire temps, ja que els abandonava o el feien fora per les seves contínues baralles amb els seus companys. Després de treballar en diverses granges, Gage va ser exhibit en el circ, on mostrava orgullós la seva ferida i la barra de ferro que la va provocar. Després de diversos anys de vida errant, Gage va tornar a casa perquè la seva salut s'estava deteriorant i va morir probablement amb 38 anys a causa de crisis epilèptiques (estatus epilèptic, epilèpsia).
Actualment es conserven tant el crani com la barra de ferro al Museu de la Medicina de la Universitat Harvard.

## Els estudis sobre el cas de Phineas Gage
El cas de Gage és considerat com una de les primeres evidències científiques que suggerien que la lesió dels lòbuls frontals podia alterar aspectes de la personalitat, l'emoció i la interacció social. Abans d'aquest cas (i bastant temps després) els lòbuls frontals es consideraven estructures silents (sense funció), i sense cap relació amb el comportament humà.
El neuròleg Antonio Damasio ha estudiat en profunditat el cas de Phineas Gage, així com altres casos similars. En la "teoria del marcador somàtic" suggereix que existeix una relació entre els lòbuls frontals, l'emoció i la presa de decisions. Així mateix, considera aquest cas com a històric per creure que va ser el començament de l'estudi de la base biològica del comportament. També va ser clau en l'aprofundiment en el coneixement del cas de Phineas la neuròloga Hanna Damasio (dona de l'anterior) i en concret de la possible localització de les seves lesions, ja que va utilitzar les restes del crani i la barra per fer una simulació per ordinador de la possible trajectòria d'aquesta, concloent que la barra havia afectat la zona medial de dos lòbuls frontals.
Igualment el cas de Gage també és un pilar bàsic en el concepte de "funcions executives". Les funcions executives són les que ens permeten dirigir la nostra conducta cap a un fi i inclouen la capacitat per planificar, dur a terme i corregir la nostra conducta.